# 南敬介
南 敬介（みなみ けいすけ、1936年3月1日 - 2016年11月6日）は、日本の実業家。元東京建物株式会社代表取締役社長・会長、元東京建物不動産販売代表取締役社長、株式会社東京建物アメニティサポート取締役会長、元株式会社ジェイゴルフ代表取締役。
社団法人不動産協会副理事長、不動産公正取引協議会連合会会長、社団法人首都圏不動産公正取引協議会会長、社団法人日本ビルヂング協会連合会副会長、ロングライフビル推進協会代表理事・副会長、社団法人不動産流通経営協会理事、社団法人中小企業研究センター理事、社団法人不動産証券化協会理事、財団法人日本住宅総合センター評議員、日本ビル経営管理士会副会長。

## 人物
東京都生まれ。1958年一橋大学商学部卒業。同年株式会社富士銀行（現株式会社みずほフィナンシャルグループ）入行、1986年同行取締役、1991年同行副頭取、1994年同行常監。
1995年富士銀行監査役兼東京建物株式会社取締役特別顧問、1997年同社代表取締役社長就任。3代続けて富士銀行出身の社長となった。2005年東京建物不動産販売株式会社代表取締役社長兼務、2006年東京建物株式会社取締役会長。2009年東京建物(中国)投資有限公司設立、同代表就任。
1997年にセイコーグループから墨田区錦糸町の工場跡地を買い取り、2002年から再開発に着工し、オリナスを完成させた。霞が関R7プロジェクトでも、東京建物が大成建設と並び中心的な役割を果たし、霞が関コモンゲートを完成させた。
不動産証券化の重要性をはやくから強調し、1998年には国内で初の資産の流動化に関する法律に基づく不動産証券化第1号登録を取得。SPCを用いた開発、流動化による収益等を増やした。また不動産売買の仲介やビル管理などの手数料ビジネスを、不動産の賃貸、分譲などと並ぶ収益の柱に育てた。
2010年不動産公正取引協議会連合会会長、社団法人首都圏不動産公正取引協議会会長、2011年ロングライフビル推進協会代表理事・副会長。2012年東京建物会長退任、同社相談役就任。2015年3月同社特別顧問。2016年11月肝細胞癌のため死去。80歳没。